# 아베 유타로
아베 유타로(일본어: 阿部 祐大朗, 1984년 10월 5일 ~ )는 일본의 전 축구 선수이다.

## 구단 경력
과거 요코하마 F. 마리노스, 몬테디오 야마가타, 도쿠시마 보르티스, 가이나레 돗토리에서 활동하였다.

## 국가대표팀 경력
그는 2001년 FIFA U-17 세계 축구 선수권 대회에 참가할 일본 U-17 국가대표팀에 발탁되었으며, 2경기에 출전, 1득점을 넣었다.
2003년 FIFA 세계 청소년 축구 선수권 대회에 참가할 일본 U-20 국가대표팀에도 발탁되었으며, 4경기에 출전, 8강 진출에 기여했다.